# Kait (vid Maskinnamo, Korpo)
Kait är en ö i Finland. Den ligger i Skärgårdshavet och i kommunen Pargas i landskapet Egentliga Finland, i den sydvästra delen av landet. Ön ligger omkring 38 kilometer sydväst om Åbo och omkring 180 kilometer väster om Helsingfors.
Öns area är 18,7 hektar och dess största längd är 1,1 kilometer i öst-västlig riktning. Ön höjer sig omkring 15 meter över havsytan.